# Вестейнде (Північна Голландія)
Вестейнде (нід. Westeinde) — селище в нідерландській провінції Північна Голландія. Входить до муніципалітету Енкгейзен.
Його площа становить 1,11 км², а населення станом на 2021 рік складало 190 осіб.